# 東海道五十三次
東海道五十三次，指的是日本江戶時代從江戶到京都的驛道──東海道──途中所經過的53個宿場。

## 一覽
- 日本橋（東京都中央區）

1. 品川宿（東京都品川區）
2. 川崎宿（神奈川縣川崎市川崎區）
3. 神奈川宿（神奈川縣横濱市神奈川區）
4. 程谷宿（程ヶ谷宿，又名「保土谷宿」（保土ヶ谷宿），神奈川縣横濱市保土谷區）
5. 戶塚宿（神奈川縣横濱市戶塚區）
6. 藤澤宿（神奈川縣藤澤市）
7. 平塚宿（日语：平塚宿）（神奈川縣平塚市）
8. 大磯宿（日语：大磯宿）（神奈川縣中郡大磯町）
9. 小田原宿（神奈川縣小田原市）
10. 箱根宿（神奈川縣足柄下郡箱根町）
11. 三島宿（日语：三島宿）（静岡縣三島市）
12. 沼津宿（日语：沼津宿）（静岡縣沼津市）
13. 原宿（日语：原宿 (東海道)）（静岡縣沼津市）
14. 吉原宿（日语：吉原宿）（静岡縣富士市）
15. 蒲原宿（日语：蒲原宿）（静岡縣静岡市清水區）
16. 由比宿（日语：由比宿）（静岡縣静岡市清水區）
17. 興津宿（日语：興津宿）（静岡縣静岡市清水區）
18. 江尻宿（日语：江尻宿）（静岡縣静岡市清水區）
19. 府中宿（日语：府中宿）（駿府）（静岡縣静岡市葵區）
20. 鞠子宿（日语：鞠子宿）（静岡縣静岡市駿河區）
21. 岡部宿（日语：岡部宿）（静岡縣藤枝市）
22. 藤枝宿（日语：藤枝宿）（静岡縣藤枝市）
23. 島田宿（日语：島田宿）（静岡縣島田市）
24. 金谷宿（日语：金谷宿）（静岡縣島田市）
25. 日坂宿（日语：日坂宿）（静岡縣掛川市）
26. 掛川宿（日语：掛川宿）（静岡縣掛川市）
27. 袋井宿（日语：袋井宿）（静岡縣袋井市）
28. 見付宿（日语：見付宿）（静岡縣磐田市）
29. 濱松宿（静岡縣濱松市中區）
30. 舞坂宿（日语：舞坂宿）（静岡縣濱松市西區）
31. 新居宿（日语：新居宿）（静岡縣濱名郡新居町）
32. 白須賀宿（日语：白須賀宿）（静岡縣湖西市）
33. 二川宿（日语：二川宿）（愛知縣豐橋市）
34. 吉田宿（日语：吉田宿）（愛知縣豐橋市）
35. 御油宿（日语：御油宿）（愛知縣豐川市）
36. 赤坂宿（愛知縣豐川市赤坂町）
37. 藤川宿（日语：藤川宿）（愛知縣岡崎市）
38. 岡崎宿（日语：岡崎宿）（愛知縣岡崎市）
39. 池鯉鮒宿（日语：池鯉鮒宿）（愛知縣知立市）
40. 鳴海宿（日语：鳴海宿）（愛知縣名古屋市綠區）
41. 宮宿（日语：宮宿）（愛知縣名古屋市熱田區）
42. 桑名宿（日语：桑名宿）（三重縣桑名市）
43. 四日市宿（日语：四日市宿）（三重縣四日市市）
44. 石藥師宿（三重縣鈴鹿市）
45. 野宿（三重縣鈴鹿市）
46. 龜山宿（三重縣龜山市）
47. 關宿（三重縣龜山市）
48. 坂下宿（日语：坂下宿）（三重縣龜山市）
49. 土山宿（日语：土山宿）（滋賀縣甲賀市土山町）
50. 水口宿（日语：水口宿）（滋賀縣甲賀市水口町）
51. 石部宿（日语：石部宿）（滋賀縣湖南市）
52. 草津宿（日语：草津宿）（滋賀縣草津市）
53. 大津宿（滋賀縣大津市）

- 三大橋（京都府京都市東山區）

以下為東海道的延長線“京街道”（大坂街道）上的宿場。也有將京街道上的4個宿場和東海道五十三次合稱為“東海道五十七次”。此路線為經過大津宿後轉往伏見宿。
1. 伏見宿（日语：伏見宿 (京街道)）（京都府京都市伏見區）
2. 宿（京都府京都市伏見區）
3. 枚方宿（日语：枚方宿）（大阪府枚方市）
4. 守口宿（日语：守口宿）（大阪府守口市）

- 高麗橋（日语：高麗橋）（大阪府大阪市中央區）